# Raudalu
Raudalu är en stadsdel i distriktet Nõmme i Estlands huvudstad Tallinn.